# Paal Fredheim
Paal Fredheim (Tromsø, 16 ottobre 1963) è un ex calciatore norvegese, di ruolo attaccante.

## Biografia
È il padre di Daniel Fredheim Holm.

## Carriera

### Club
Dal 1983 al 1987, giocò nel Vålerengen: con questa maglia, vinse due campionati (1983 e 1984). Nel 1988, fu in forza allo Strømmen.

## Palmarès

### Club

#### Competizioni nazionali
- Campionato norvegese: 2

Vålerengen: 1983, 1984